# Desmodium hickenianum
Desmodium hickenianum är en ärtväxtart som beskrevs av Arturo Erhardo Erardo Burkart. Desmodium hickenianum ingår i släktet Desmodium och familjen ärtväxter.

## Underarter
Arten delas in i följande underarter:
- D. h. hickenianum
- D. h. majus